# Ángel Antonio León
Ángel Antonio León Méndez, besser bekannt als „Pulques“ León (* in Mexiko; † 16. April 1996 ebenda), war ein mexikanischer Fußballtorwart, der 1937/38 mit Necaxa Meister der Primera Fuerza und 1943/44 mit Asturias Meister der Primera División wurde.

## Biografie
León begann seine Fußballerkarriere als Mittelstürmer in der zweiten Mannschaft von España. Als der Stammtorwart wegen einer Knöchelverletzung nicht spielen konnte, wandte León sich an den Trainer und bat darum, den verletzten Torwart vertreten zu dürfen. Dabei hinterließ er einen so guten Eindruck, dass sein Trainer ihn auch zukünftig ins Tor stellte. Nach einem Jahr bei der Reserve wurde er in die erste Mannschaft berufen, wo er jedoch keine Chance hatte, den verdienten Stammtorwart „Jorobado“ Álvarez zu verdrängen, der als einer der besten mexikanischen Torhüter seiner Zeit galt. Daher akzeptierte er das Angebot des amtierenden mexikanischen Meisters Necaxa, zu dem er 1937 wechselte und somit auch zum Meisterkader der Saison 1937/38 gehörte. Zwar musste er auch bei Necaxa zunächst die Ersatzbank hüten, verbesserte sich aber in zweierlei Hinsicht: zum einen war er nun ein Bestandteil der Once Hermanos, der zu jener Zeit besten Vereinsmannschaft Mexikos, und zum anderen war er im Verein der Ersatzmann für den mexikanischen Nationaltorwart Raúl „Pipiolo“ Estrada. Als dieser bald darauf zum CF Atlante wechselte, stieg „Pulques“ León zum Stammtorwart bei Necaxa auf. Er blieb dort bis zur Einführung des Profifußballs im Jahr 1943. Weil Necaxa zunächst den Amateurstatus beibehielt, wechselte León zum Club Asturias, mit dem er in der Saison 1943/44 erster Meister der neu eingeführten Primera División wurde. Nachdem Asturias sich 1950 aus dem Profifußball zurückgezogen und Necaxa zur gleichen Zeit den Profistatus angenommen hatte, ging er zu Necaxa zurück. Dort beendete er 1952 seine aktive Spielerkarriere.

## Spitzname
Weil seine Familie mit dem Handel von Pulque beschäftigt war, erhielt Ángel León bereits in seiner Jugendmannschaft den Spitznamen „Pulques“, der ihn ein Leben lang begleitete. Eines seiner größten Spiele absolvierte „Pulques“ León am 20. Dezember 1941 in einer Begegnung zwischen Necaxa und der Selección Jalisco. Obwohl die Spieler aus Guadalajara an jenem Tag einen Angriff nach dem anderen in Richtung seines Tores rollen ließen, war León schier unüberwindlich. Die Zuschauer waren von seiner Leistung so begeistert, dass sie ihren Torhüter immer wieder mit den Rufen „Pulques! Pulques!“ anfeuerten. Der Komiker Palillo aus Guadalajara kommentierte später in der Presse: „Dieser Torwart ist so gut, dass er vom Pulque zum Cognac befördert werden sollte.“

## Sonstiges
In seiner Wahlheimatstadt Apan im Bundesstaat Hidalgo, in der er sich nach Beendigung seiner Spielerkarriere niederließ und fortan als Sportlehrer arbeitete, wurde die im Stadtzentrum befindliche Sportanlage nach ihm benannt. Sie trägt den Namen Estadio Pulques León.